# Frostbeule

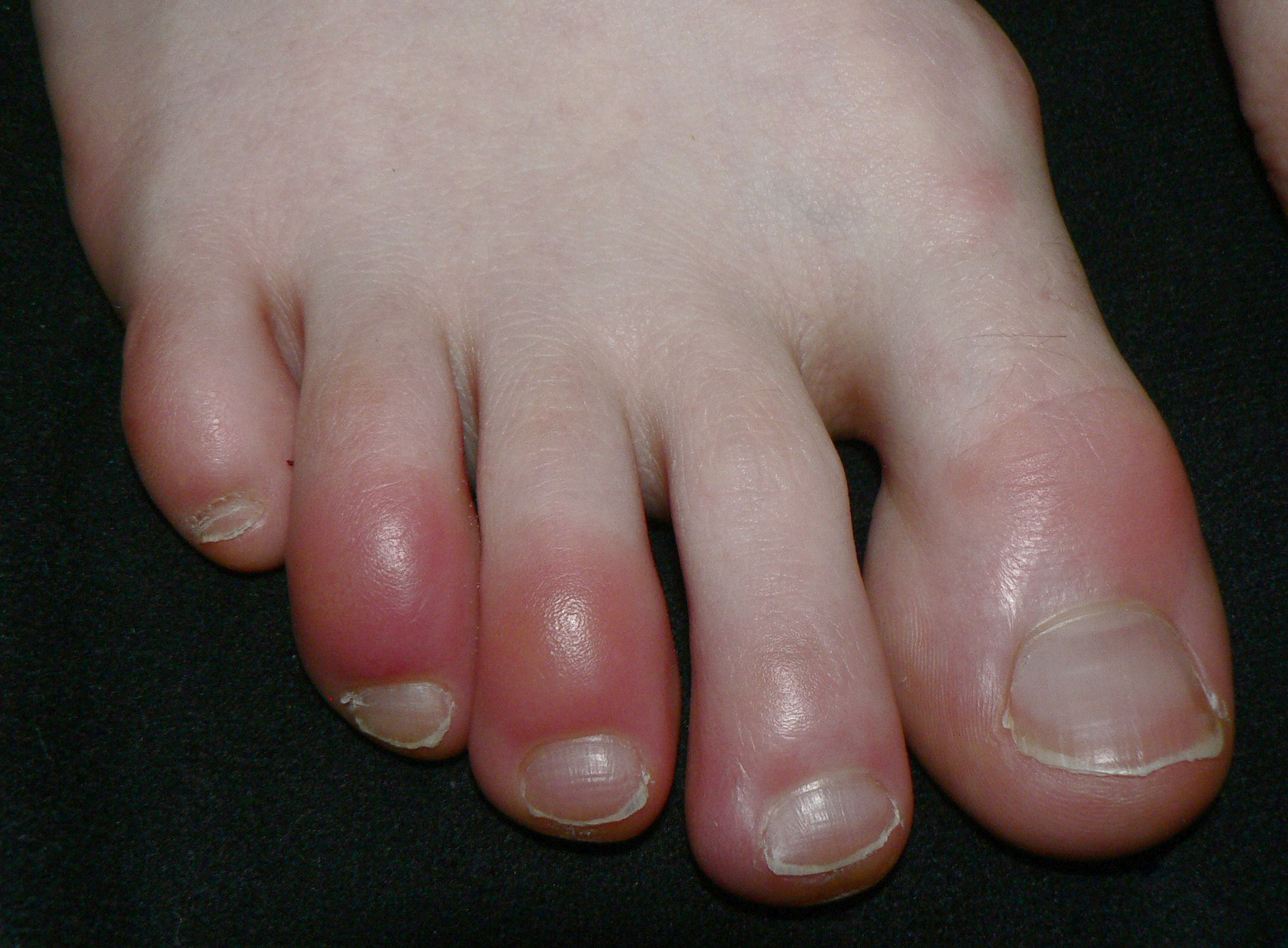
Frostbeulen an den Füßen

Frostbeulen oder Pernionen (lateinisch Perniones) sind knotige, rotbläuliche Hautveränderungen infolge von Kälteexposition, die bei prädisponierten Menschen, häufig jungen Frauen, auftreten können. Meist sind die Streckseiten der Finger und Zehen, die Fersen oder die Unterschenkel betroffen. Bei Wiedererwärmung kommt es zu Juckreiz, auch Schmerzen sind möglich. Ohne erneute Kälteeinwirkung bilden sich die Hautveränderungen innerhalb von ein bis zwei Wochen zurück. Die Abheilung ausgeprägterer Befunde, insbesondere solcher an den Oberschenkeln (Kältepannikulitis) oder solcher mit Ulzera, kann deutlich länger dauern.
Zur Behandlung des Juckreizes können Antihistaminika zur Anwendung kommen. Bei starker Entzündung können ggf. glucocortikoidhaltige Salben aufgetragen werden.
Vorbeugend sollten sich Betroffene durch geeignete Kleidung vor insbesondere feuchter Kälte schützen.